# Stora Lysevattnet (Åmåls socken, Dalsland)
Stora Lysevattnet är en sjö i Åmåls kommun i Dalsland och ingår i Göta älvs huvudavrinningsområde. Sjön har en area på 0,0933 kvadratkilometer och ligger 125,8 meter över havet.

## Delavrinningsområde
Stora Lysevattnet ingår i det delavrinningsområde (655142-132034) som SMHI kallar för Mynnar i Åmålsån. Medelhöjden är 95 meter över havet och ytan är 20,32 kvadratkilometer. Det finns inga avrinningsområden uppströms utan avrinningsområdet är högsta punkten. Nygårdsbäcken som avvattnar avrinningsområdet har biflödesordning 3, vilket innebär att vattnet flödar genom totalt 3 vattendrag innan det når havet efter 194 kilometer. Avrinningsområdet består mestadels av skog (70 procent) och jordbruk (16 procent). Avrinningsområdet har 0,18 kvadratkilometer vattenytor vilket ger det en sjöprocent på 0,9 procent.